# Northern League
Northern League er en fodboldliga i Nordengland for semiprofessionelle hold og amatørhold. Ligaen blev grundlagt i 1889 og er dermed den næstældste aktive fodboldliga i verden, kun overgået af The Football League, som er ét år ældre. 
Ligaen består af to divisioner, Division One og Division Two, der hver består af 22 hold. Divisionerne befinder sig på niveau 9 og 10 i ligasystemet i engelsk fodbold. Ligaerne dækker County Durham, Northumberland, Tyne and Wear, det nordlige Cumbria og den nordlige halvdel af North Yorkshire.
De to bedste hold i Division One kan rykke op i Northern Premier League Division One North, hvis visse kriterier er opfyldt.

## Historie
Northern League var sammen med Isthmian League de to vigtigste amatørfodboldturneringer, som blev afviklet i parløb med den professionelle fodboldliga, Southern League og, siden 1968, Northern Premier League.
I 1974 holdt The Football Association imidlertid op med at skelne mellem professionelle og amatører, og amatørligaer som Northern League måtte finde en plads i det engelske ligasystem. I modsætning til sin sydlige pendant, Isthmian League, afviste Northern League gentagne invitationer til at blive indplaceret på niveauet under Alliance Premier League, da den liga blev oprettet på niveau 5 i ligasystemet i 1979. Northern League forblev uden for ligasystemet indtil 1991, hvilket blev dyrt for dens status, som faldt igennem 1980'erne, mens ligaens førende klubber skiftede til andre ligaer, der var med i ligasystemet som f.eks. Northern Counties East Football League. Da Northern League endelig blev presset ind i ligasystemet, var muligheden for at blive placeret på niveauet under Football Conference for længst forpasset, og i stedet blev Northern League placeret på niveauet under den laveste division i Northern Premier League. 
Ligaens prestige faldt yderligere i 1995, da The Football Association begrænsede adgangen til FA Trophy til de første tre niveauer i National League System, dvs. niveau 5-7 i det engelske ligasystem, hvorved holdene i Northern League (og hold i ligaer på samme niveau) blev udelukket fra deltagelse i FA Trophy. Northern League-klubberne deltager nu i FA Vase.

## Klubber i sæsonen 2011-12
| Northern League 2011-12    |                             |
| Division One               | Division Two                |
| Ashington                  | Alnwick Town                |
| Bedlington Terriers        | Birtley Town                |
| Billingham Synthonia       | Brandon United              |
| Billingham Town            | Chester-le-Street Town      |
| Bishop Auckland            | Crook Town                  |
| Consett                    | Darlington Railway Athletic |
| Dunston UTS                | Easingdon Colliery          |
| Guisborough Town           | Esh Winning                 |
| Jarrow Roofing             | Gillford Park               |
| Marske United              | Hebburn Town                |
| Newcastle Benfield         | Horden Colliery Welfare     |
| Newton Aycliffe            | Morpeth Town                |
| Norton & Stockton Ancients | North Shields               |
| Penrith                    | Northallerton Town          |
| Shildon                    | Ryton & Crawcrook Albion    |
| South Shields              | Seaham Red Star             |
| Spennymoor Town            | Team Northumbria            |
| Stokesley                  | Thornaby                    |
| Sunderland RCA             | Washington                  |
| Tow Law Town               | West Allotment Celtic       |
| West Auckland Town         | Whickham                    |
| Whitley Bay                | Whitehaven                  |

## Mestre
Oprindeligt bestod ligaen af én division.
| Northern League 1889–1905 |                    |
| Sæson                     | Mestre             |
| 1889–90                   | St Augustine's     |
| 1890–91                   | Ironopolis         |
| 1891–92                   | Ironopolis         |
| 1892–93                   | Ironopolis         |
| 1893–94                   | Middlesbrough      |
| 1894–95                   | Middlesbrough      |
| 1895–96                   | Darlington         |
| 1896–97                   | Middlesbrough      |
| 1897–98                   | Stockton           |
| 1898–99                   | Bishop Auckland    |
| 1899–1900                 | Darlington         |
| 1900–01                   | Bishop Auckland    |
| 1901–02                   | Bishop Auckland    |
| 1902–03                   | Newcastle United A |
| 1903–04                   | Newcastle United A |
| 1904–05                   | Newcastle United A |

I 1905 blev ligaen delt i to divisioner – en for professionelle og én for amatører. Dette varede dog kun én sæson.
| Northern League 1905–06 |                |                 |
| Sæson                   | Mestre (prof.) | Mestre (amatør) |
| 1905–06                 | Sunderland A   | Bishop Auckland |

I 1906 vendte ligaen tilbage til én division, og det format eksisterede indtil 1982.
| Northern League 1906–1932   |                  |
| Sæson                       | Mestre           |
| 1906–07                     | Stockton         |
| 1907–08                     | South Bank       |
| 1908–09                     | Bishop Auckland  |
| 1909–10                     | Bishop Auckland  |
| 1910–11                     | Eston United     |
| 1911–12                     | Bishop Auckland  |
| 1912–13                     | Esh Winning      |
| 1913–14                     | Willington       |
| 1914–15                     | Crook Town       |
| Ingen turneringer i 1915–19 |                  |
| 1919–20                     | South Bank       |
| 1920–21                     | Bishop Auckland  |
| 1921–22                     | South Bank       |
| 1922–23                     | Eston United     |
| 1923–24                     | Tow Law          |
| 1924–25                     | Tow Law          |
| 1925–26                     | Willington       |
| 1926–27                     | Crook Town       |
| 1927–28                     | Chilton Colliery |
| 1928–29                     | Stockton         |
| 1929–30                     | Willington       |
| 1930–31                     | Bishop Auckland  |
| 1931–32                     | Stockton         |

| Northern League 1932–1959   |                      |
| Sæson                       | Mestre               |
| 1932–33                     | Stockton             |
| 1933–34                     | Shildon              |
| 1934–35                     | Shildon              |
| 1935–36                     | Shildon              |
| 1936–37                     | Shildon              |
| 1937–38                     | Ferryhill Athletic   |
| 1938–39                     | Bishop Auckland      |
| 1939–40                     | Shildon              |
| Ingen turneringer i 1940–45 |                      |
| 1945–46                     | Stanley United       |
| 1946–47                     | Bishop Auckland      |
| 1947–48                     | Ferryhill Athletic   |
| 1948–49                     | Evenwood Town        |
| 1949–50                     | Bishop Auckland      |
| 1950–51                     | Bishop Auckland      |
| 1951–52                     | Bishop Auckland      |
| 1952–53                     | Crook Town           |
| 1953–54                     | Bishop Auckland      |
| 1954–55                     | Bishop Auckland      |
| 1955–56                     | Bishop Auckland      |
| 1956–57                     | Billingham Synthonia |
| 1957–58                     | Ferryhill Athletic   |
| 1958–59                     | Crook Town           |

| Northern League 1959–1982 |                   |
| Sæson                     | Mestre            |
| 1959–60                   | West Auckland     |
| 1960–61                   | West Auckland     |
| 1961–62                   | Stanley United    |
| 1962–63                   | Crook Town        |
| 1963–64                   | Stanley United    |
| 1964–65                   | Whitley Bay       |
| 1965–66                   | Whitley Bay       |
| 1966–67                   | Bishop Auckland   |
| 1967–68                   | Spennymoor United |
| 1968–69                   | North Shields     |
| 1969–70                   | Evenwood Town     |
| 1970–71                   | Evenwood Town     |
| 1971–72                   | Spennymoor        |
| 1972–73                   | Blyth Spartans    |
| 1973–74                   | Spennymoor United |
| 1974–75                   | Blyth Spartans    |
| 1975–76                   | Blyth Spartans    |
| 1976–77                   | Spennymoor United |
| 1977–78                   | Spennymoor United |
| 1978–79                   | Spennymoor United |
| 1979–80                   | Blyth Spartans    |
| 1980–81                   | Blyth Spartans    |
| 1981–82                   | Blyth Spartans    |

I 1982 blev ligaen udvidet med Division Two.
| Northern League 1982–2011 |                            |                            |
| Sæson                     | Division One               | Division Two               |
| 1982–83                   | Blyth Spartans             | Peterlee Newtown           |
| 1983–84                   | Blyth Spartans             | Chester-le-Street Town     |
| 1984–85                   | Bishop Auckland            | Brandon United             |
| 1985–86                   | Bishop Auckland            | Newcastle Blue Star        |
| 1986–87                   | Blyth Spartans             | Billingham Synthonia       |
| 1987–88                   | Blyth Spartans             | Stockton                   |
| 1988–89                   | Billingham Synthonia       | Consett                    |
| 1989–90                   | Billingham Synthonia       | Murton                     |
| 1990–91                   | Gretna                     | West Auckland Town         |
| 1991–92                   | Gretna                     | Stockton                   |
| 1992–93                   | Whitby Town                | Dunston Federation Brewery |
| 1993–94                   | Durham City                | Bedlington Terriers        |
| 1994–95                   | Tow Law Town               | Whickham                   |
| 1995–96                   | Billingham Synthonia       | Morpeth Town               |
| 1996–97                   | Whitby Town                | Northallerton              |
| 1997–98                   | Bedlington Terriers        | Chester-le-Street Town     |
| 1998–99                   | Bedlington Terriers        | Durham City                |
| 1999–2000                 | Bedlington Terriers        | Brandon United             |
| 2000–01                   | Bedlington Terriers        | Ashington                  |
| 2001–02                   | Bedlington Terriers        | Shildon                    |
| 2002–03                   | Brandon United             | Penrith                    |
| 2003–04                   | Dunston Federation Brewery | Ashington                  |
| 2004–05                   | Dunston Federation Brewery | West Allotment Celtic      |
| 2005–06                   | Newcastle Blue Star        | Consett                    |
| 2006–07                   | Whitley Bay                | Spennymoor Town            |
| 2007–08                   | Durham City                | Penrith Town               |
| 2008–09                   | Newcastle Benfield         | Horden Colliery Welfare    |
| 2009–10                   | Spennymoor Town            | Stokesley                  |
| 2010–11                   | Spennymoor Town            | Newton Aycliffe            |